# Tjenti
Tjenti war ein altägyptischer Beamter in der 6. Dynastie, der als Wesir amtierte.
Tjenti ist bisher nur von seinem Mastaba (C.13) in Sakkara bekannt. Die einzige erhaltene Dekoration der Kulträume ist ein beschrifteter Türsturz, der eine umfangreiche Liste der Titel des Tjenti trägt. Darunter befinden sich vor allem die Titel eines Wesirs (Ṯ3tj = Tjati), der höchste Rangtitel Mitglied der Elite (Jrj-pˁt = Iri-pat) und der Rangtitel einzig(artig)er Freund (Smḥr-w ˁ.tj = Semher-wati). Seine genaue chronologische Einordnung ist unsicher und schwankt zwischen der 5. und 6. Dynastie.